# Железнодорожный мост Хаус-Книпп
Железнодорожный мост Хаус-Книпп (нем. Haus-Knipp-Eisenbahnbrücke) — стальной железнодорожный мост через реку Рейн, расположенный в районе Беекверт (de:Beeckerwerth) города Дуйсбург (федеральная земля Северный Рейн-Вестфалия, Германия).

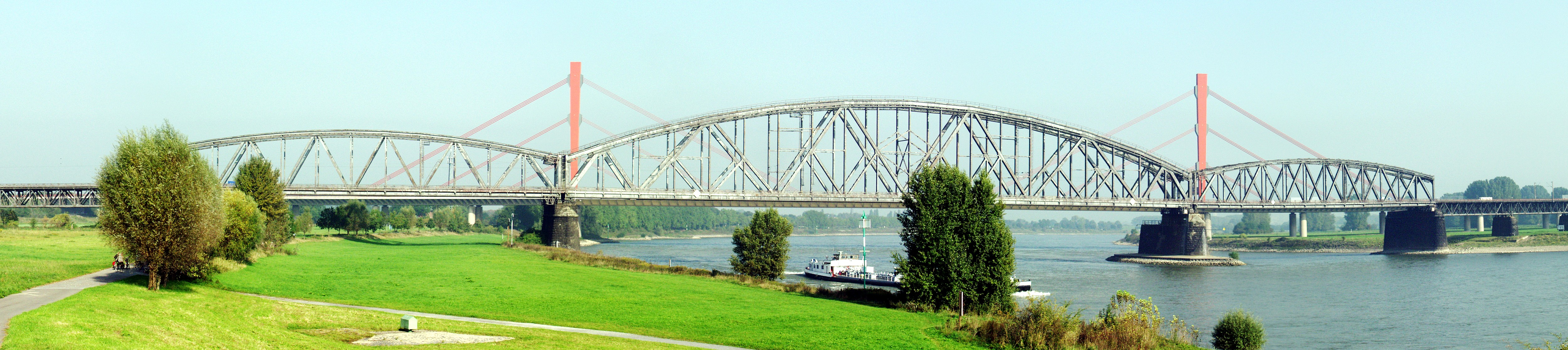
Панорама железнодорожного моста Хаус-Книпп

Железнодорожный мост Хаус-Книпп является тематическим пунктом «Пути индустриальной культуры» (de:Route der Industriekultur) Рурского региона.

## История
Строительство моста началось в марте 1910 года. 1 октября 1912 года мост был открыт для движения грузовых составов. Пассажирское движение по мосту было открыто только в 1929 году. Своё наименование мост получил по названию близлежащей усадьбы de:Haus Knipp, снесённой в 1939 году.

Перед окончанием второй мировой войны мост был взорван отступающими войсками вермахта. Сразу после окончания войны началось восстановление моста силами британской армии и уже 26 февраля 1946 года мост был открыт для движения поездов.